# Елена Филатова
Елена (Лена) Владимировна Филатова (на украински: Олена Володимирівна Філатова, на руски: Елена Владимировна Филатова, р. 1974 г. в Припят, СССР) е мотоциклетистка и фотографка от Украйна.
Става известна в Интернет под псевдонима KiddOfSpeed, след като създава своя уебсайт. На него публикува снимки от нейните обиколки с мотоциклет в района около Чернобилската АЕЦ, 18 години след Чернобилската авария от 1986 г. Нейните обиколки са предимно в родния ѝ град Припят, изоставен след аварията.